# Poecile montanus
La cincia bigia alpestre (Poecile montanus (Conrad von Baldenstein, 1827)) è un piccolo uccello passeriforme della famiglia dei Paridi.

## Descrizione
Estremamente simile alla cincia bigia (Poecile palustris). Nel XIX secolo sono comunque state riconosciute e separate come due specie distinte. 
La testa è leggermente più rotonda e larga, dando l'impressione che l'uccellino non abbia il collo.
Il piumaggio è castano scuro sul dorso e le ali, mentre il ventre è più chiaro. Il cappuccio nero e le guance bianche sono la sua caratteristica.

## Biologia

### Riproduzione

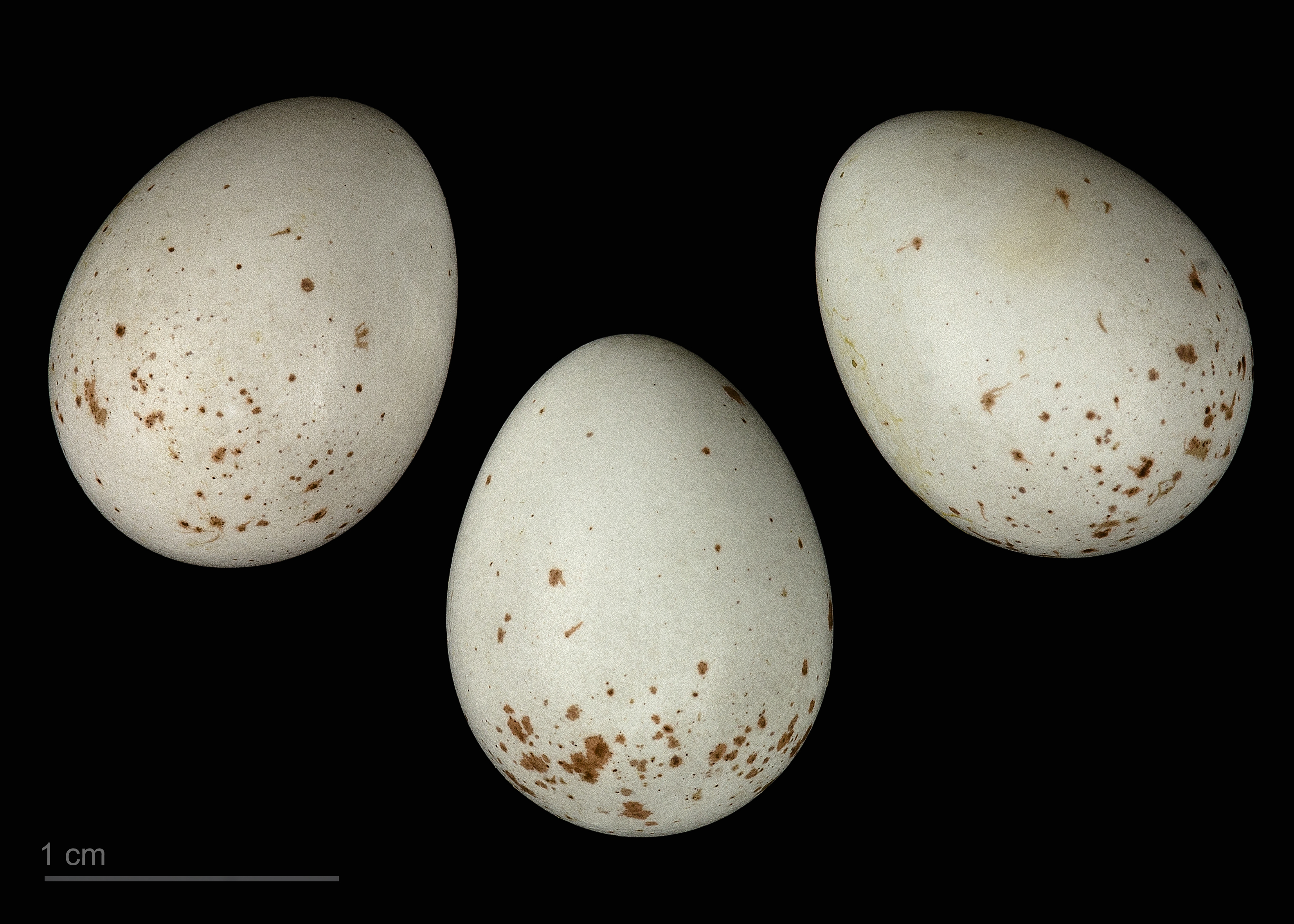
Uovi di Poecile montanus - Museo di Tolosa

Il nido viene costruito all'interno di cavità arboree con fibre naturali, peli e piume.
Le piccole uova sono lisce, lucide di colore bianco con piccole macchie rosso-marroni e vengono covate per 15 giorni. I piccoli vengono accuditi da entrambi i genitori per circa altri 20 giorni.

### Alimentazione
Si ciba di insetti, semi e nocciole, soprattutto nella stagione invernale.

### Canto
La Cincia bigia alpestre si differenzia dalla Cincia bigia solo per il canto, consistente un trillo nasale simile ad un "ciaii-ciaii-ciaii".

## Distribuzione e habitat
Diffusa in tutta Europa, non è un uccello molto comune da vedersi nei giardini, preferendo la boscaglia di conifere umida, ricca di fiumi e ruscelli.